# Elena Rolando
Elena Rolando (Alba, 16 luglio 1999) è una pallavolista italiana, libero del Chieri '76.

## Carriera

### Club
La carriera di Elena Rolando inizia nelle giovanili de L'Alba, nel 2013. Nella stagione 2014-15 viene ingaggiata dal Mondovì, in Serie B1, con cui nell'annata successiva ottiene la promozione in Serie A2, dove milita a partire dall'annata 2016-17 con lo stesso club. È in Serie B1 prima per il campionato 2018-19 con il Pisogne e poi in quello 2019-20 con l'Alba, conquistando la promozione in serie cadetta al termine della stagione 2020-21.
Nella stagione 2021-22 si accasa all'Academy Sassuolo, in Serie A2, per poi trasferirsi in quella seguente nuovamente all'Alba, sempre in serie cadetta. Nell'annata 2023-24 firma per il Chieri '76, esordendo in Serie A1, con cui si aggiudica la Coppa CEV 2023-24.

## Palmarès

### Club
- Coppa CEV: 1

2023-24